# Pop (stacja telewizyjna)
Pop (zapis stylizowany: POP) – brytyjski kanał telewizyjny adresowany do dzieci, należący do grupy kanałów Pop. Operatorem stacji jest Columbia Pictures Corporation Limited.